# Munitionsdepot Tichorezk

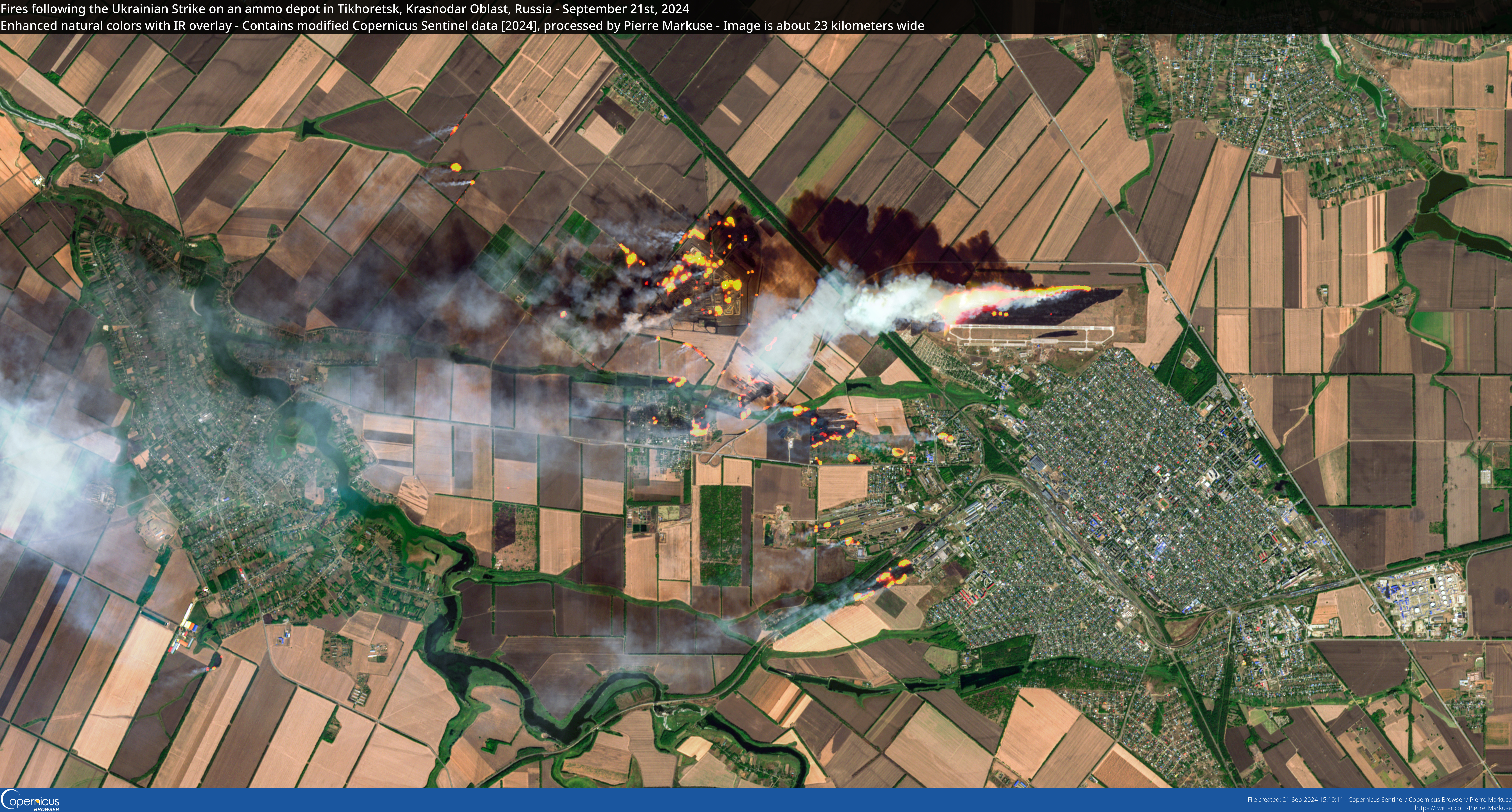
Multispektral-Aufnahme des Brandes am 21. September 2024 durch den Erdbeobachtungssatelliten Sentinel-2

Das Munitionsdepot Tichorezk (russisch 719-я артиллерийская база боеприпасов Южного военного округа) ist ein Munitionslager nordwestlich von Tichorezk in der Region Krasnodar. Es wird als 719. Lager für Artillerie-Munition des Militärbezirks Süd geführt und ist eines der drei größten Munitionslager Russlands. Seine Fläche beträgt etwa 2,6 km². Nahegelegen, gut 2 km östlich, befindet sich ein Militärflugplatz, der von der Militärpilotenschule Krasnodar benutzt wird.
In der Nacht auf den 21. September 2024 führte die Ukraine einen Drohnenangriff durch, der große Explosionen des Bestandes an Munition verursachte. Laut Andrii Kovalenko, Leiter des staatlichen ukrainischen Zentrums zur Bekämpfung von Desinformation, waren KN23-Raketen nordkoreanischer Produktion, Artilleriegeschosse und Munition für Smerch-Raketenwerfer in Tichorezk gelagert.